# Sphenoptera auriceps
Sphenoptera auriceps es una especie de escarabajo del género Sphenoptera, familia Buprestidae. Fue descrita científicamente por Jakovlev en 1886.

## Distribución
Habita en la región paleártica.